# Het Belgisch labyrint
Het Belgisch Labyrint is een boek van Geert van Istendael, voor het eerst verschenen in 1989, waarin hij het België van vandaag en gisteren probeert te analyseren door zo nauw mogelijk bij de feiten te blijven. Het boek bevat vooral historische discussies. In het boek wordt de Duitstalige gemeenschap van België De laatste Belgen genoemd.
Van Istendael probeert het boek ook levend te houden door het om de zoveel drukken te actualiseren. Zo blijft het actueel en wordt het ook literair steeds bijgeschaafd. 
De laatste, zeventiende druk dateert van juni 2011 (ISBN 978-90-450-1946-8). Het boek wordt uitgegeven door uitgeverij Atlas. In 2004 verscheen een Franse vertaling onder de titel Le labyrinthe belge bij uitgeverij Le Castor Astral in de reeks Bibliothèque flamande. 